# Puente Zacatal
Die Puente Zacatal (spanisch Puente El Zacatal) im Südwesten des mexikanischen Bundesstaats Campeche ist die längste Brücke Mexikos und eine der längsten Brückenkonstruktionen Mittel- und Südamerikas.

## Lage
Bei der Großstadt Ciudad del Carmen überspannt sie eine nur von kleineren Schiffen (Fischkuttern, Yachten) genutzte Verbindung zwischen der Laguna de Términos und der Südküste des Golfs von Mexiko bzw. zwischen der Halbinsel Atasta und der Isla del Carmen.

## Fakten
Die 3861 m lange, ca. 9,80 m breite und maximal etwa 20 m hohe zweispurige Straßenbrücke ist ein Teil der Nationalstraße 180; sie wurde aus vorgefertigten Betonelementen zusammengefügt und im Jahr 1994 für Straßenfahrzeuge aller Art eröffnet.